# Al-Abadila
Al-Abadila (arab. العبادلة, Al-ʿAbādilah; fr. Abadla) – miasto na Saharze w zachodniej Algierii, przy granicy z Marokiem, w prowincji Baszszar.